# Dubai Waterfront
Дубайська Набережна (англ. Dubai Waterfront) - є штучним архіпелагом Об'єднаних Арабських Еміратів. Розташований у еміраті Дубай, у Перській затоці. Після завершення вона повинна стати найбільшою штучною мариною у світі.

## Огляд

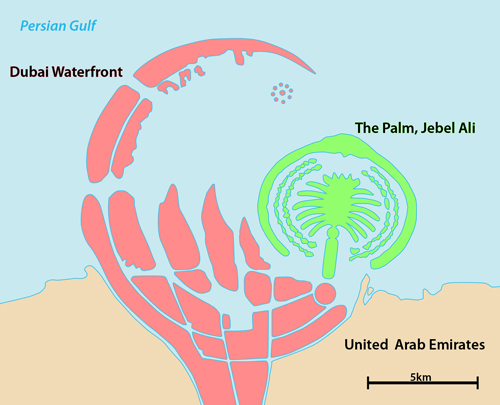
Red - The Dubai Waterfront, Green - The Palm, Jebel Ali

Проєкт являє собою конгломерат каналів та штучного архіпелагу; це займе останню залишкову берегову лінію Перської затоки Дубая. Бачення проєкту полягає в тому, "щоб створити місце розташування світового класу для мешканців, гостей та підприємств у світі, що швидко розвивається".
Проєкт, що здійснюється компанією Dubai Waterfront, відкритий для іноземних інвестицій разом з його розробником нерухомості Nakheel, що володіє 51% акцій.
Waterfront був розроблений Nakheel, одним з найбільших у світі розробників нерухомості. Однак існує одна велика проблема з ерозією. (Мішель Діаб) штучні острови будуть сформовані так, щоб вони нагадували найбільш широко визнаний символ ісламу, зірки та півмісяця. Це дасть притулок навколо Пальми Джебель Алі, одного з трьох островів Пальм, найбільших штучних островів у світі, які також будують Nakheel. 

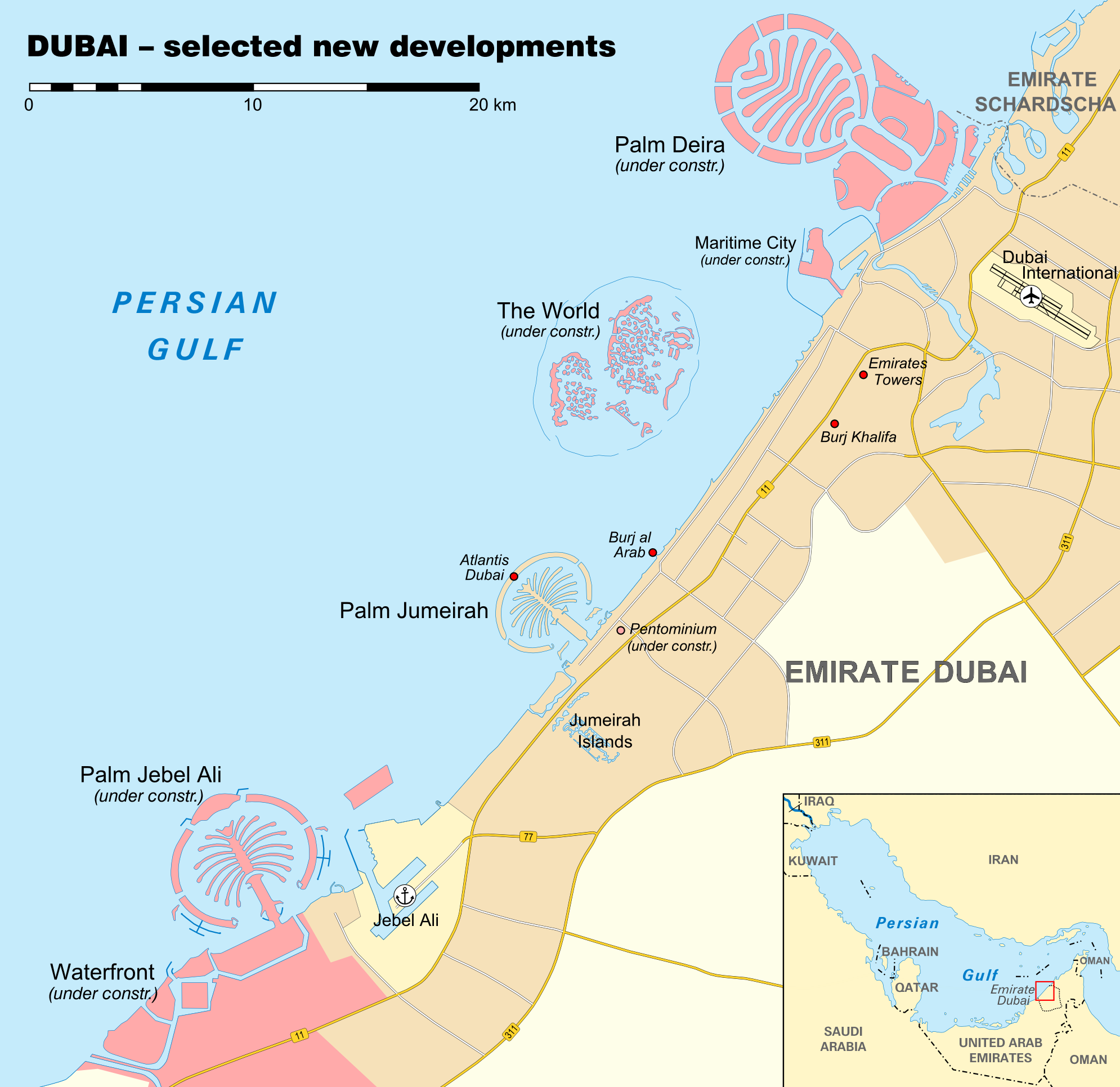

## Географія
На береговій лінії планується додати понад 70 км до берегової лінії Дубая та охопити площу 130 000 000 квадратних метрів (1,4 × 109 кв. футів) водопостачання та будівництва. Очікується, що в них буде розміщено приблизно 1,5 млн. чоловік. Розташований поруч з новим міжнародним аеропортом Аль-Мактум і з прямим доступом до дороги Шейх Заїд, Jebel Ali Freezone та Абу-Дабі, місто буде повністю доступним у місцевому та міжнародному масштабі.Центр розвитку буде уздовж берегової лінії, що розкинеться на суші, щоб запропонувати ряд резиденцій, комерційних районів та промислових районів, а також ряд основних туристичних визначних пам'яток та розваг. Простягаючись від берегової лінії до Перської затоки буде серія з'єднаних островів, де розташовані вілли та висококласні номери.

### Поділ
План складається з 10 ключових областей, включаючи "Мадінат аль-араб", який, як очікується, стане новим центром та центральним діловим районом Дубая. Madinat Al Arab був розроблений міжнародним консорціумом архітекторів, планувальників та містобудівників із курортів, магазинів, комерційних приміщень, громадських приміщень, широкої суміші резиденцій та інтегрованої транспортної системи, включаючи легку залізничну та автомобільну мережу.
Інші ключові зони включають Al Ras, Corniche, The Riviera, The Palm Boulevard, The Peninsula, Uptown, Downtown, Boulevard та The Exchange.

## Історія
Основні цивільні роботи та інфраструктура розпочалися на першому етапі "Мадинат аль-араб". Будівництво 8-кілометрового каналу Палм-Коув, який проходить паралельно береговій лінії, розпочалося у лютому 2007 року і було завершено більш ніж на 65 відсотків до призупинення проєкту.

### Тимчасове припинення
Проєкт Waterfront призупинився після настання світової фінансової кризи та боргової кризи в Дубаї у 2009 році. Nakheel був змушений реструктуризувати більше 11 мільярдів доларів заборгованості та скоротити масштаби своїх проєктів. У грудні 2011 року Nakheel оголосив про продаж 13 невикористовуваних будівельних кранів, призначених для використання в проєкті Waterfront. Nakheel оголосив про свій намір розробити перший етап районів Венето та Бадра та пов'язаної з ними інфраструктури певних фаз Мадинат Аль-Араб в найближчій перспективі, тоді як інші ділянки набережної будуть призупинені, доки попит не покращиться.